# 78e régiment d'assaut aéroporté (Ukraine)
Pour les articles homonymes, voir 78e régiment.
La 78e régiment d'assaut aéroporté « Hertz » (en ukrainien : 78-й десантно-штурмовий полк « Ґерць », abrégé en 78 ОДШП ; numéro d'unité militaire A7788) est une unité des Forces d'assaut aérien ukrainiennes.

## Historique
Elle est créée en 2022, elle a été formée en cinq semaines en occident.